# 貝爾羅斯特勒斯 (紐約州)
貝爾羅斯特勒斯（英語：Bellerose Terrace）是位於美國紐約州拿騷縣的普查規定居民點。

## 人口
根據2020年美國人口普查的數據，貝爾羅斯特勒斯的面積為0.32平方千米，皆為陸地。當地共有人口2329人，而人口密度為每平方千米7,278.13人。